# Augustinski samostan kod Svete Nedjelje na Hvaru
Pustinjački stan s crkvom, izgrađen u pećini iznad mjesta Sv. Nedije, Grad Hvar, predstavlja zaštićeno kulturno dobro.

## Opis dobra
Nastao od 15. do 18. stoljeća. Pustinjački stan s crkvom izgrađen u špilji koju koriste augustinci od XV. do XVIII. stoljeća. Područje Sv. Nedelje bilo je vlasništvo hvarskih augustinaca koji su za potrebe održavanja imanja podigli gostinjac. Sklop se satoji od nekoliko kuća i male crkvice. Izuzetno je slikovit.
Smješten je pod najvišim otočnim vrhom - sv. Nikolom. Pećina u kojoj je podignut bila je naseljena u neolitiku. U pećini se je u renesansno doba smjestio mali augustinski samostan (ugašen 1787.), od kojega je ostala samo crkvica.

## Zaštita
Pod oznakom RST-0527-1971. zaveden je kao nepokretno kulturno dobro - arheologija, pravna statusa zaštićena kulturnog dobra, klasificirano kao "sakralne građevine".